# Liste d'œuvres littéraires dystopiques
Cette liste d'œuvres littéraires est organisée par ordre alphabétique des auteurs. Elle ne prétend pas à l'exhaustivité, mais répertorie quelques-unes des œuvres marquantes du genre.
- Haut – A
- B
- C
- D
- E
- F
- G
- H
- I
- J
- K
- L
- M
- N
- O
- P
- Q
- R
- S
- T
- U
- V
- W
- X
- Y
- Z

## A
- Nana Kwame Adjei-Brenyah (en), Friday Black, 2018
- Margaret Atwood, La Servante écarlate, 1985Dans une société ultra-conservatrice dominée par les Commandants, la plupart des femmes sont devenues stériles. Les Épouses tiennent les maisons, où les Marthas sont des bonnes, tandis que les Servantes écarlates, comme la narratrice Defred sont chargées des relations charnelles avec les Commandants.
- Margaret Atwood, Le dernier homme, 2003
- Margaret Atwood, The Year of the flood, 2009
- Naomi Alderman, Le Pouvoir (roman), 2018Et si les femmes prenaient enfin le pouvoir dans le monde entier ? Aux quatre coins du monde, les femmes découvrent qu'elles détiennent le "pouvoir". Du bout des doigts, elles peuvent infliger une douleur fulgurante. Et même la mort. Soudain, les hommes comprennent qu'ils deviennent le "sexe faible". Mais jusqu'où iront les femmes pour imposer ce nouvel ordre ?
- Paula Alexander, La République  du Trégor(roman), Éditions Hugo & Cie, 2018
- Paula Alexander, Anormale, Cherry Publishing, 2022

## B
- René Barjavel, Ravage, 1943
- Régis Bégué, Fatales Négligences, 2020[1]
- (en) Robert Hugh Benson, Lord of the World, 1907
- Pierre Boulle, La Planète des singes, 1963Le récit de scientifiques astronautes atterrissant sur une planète où l'espèce au sommet de la chaine animale est le singe. C'est à travers leurs façons de traiter les hommes ainsi que leurs semblables, que Pierre Boulle va utiliser ces singes pour dresser un portrait peu flateur de l'Homme, de ses actions, de sa façon de penser et de sa bestialité.
- Karin Boye, La Kallocaïne, 1940
- Ray Bradbury, Fahrenheit 451, 1953Dans le futur décrit par Bradbury, les pompiers brûlent les livres, les gens sont invités à dénoncer leurs voisins, leurs amis et même leurs parents lorsqu'ils les surprennent à lire. Un roman qui dénonce la domination de la société de consommation via une démocratie corrompue, ainsi que l'inculture à travers l'exemple marquant de l'autodafé.
- John Brunner, La tétralogie noire, 1968-1974Un monde où règnent la surpopulation, l'eugénisme et le terrorisme dans Tous à Zanzibar (1968), la violence, la haine raciale et le complexe militaro-industriel dans L'Orbite déchiquetée (1969), la pollution, l'activisme écologique et les toutes-puissantes corporations dans Le Troupeau aveugle (1972), les réseaux informatiques, les virus et la manipulation de l'information dans Sur l'onde de choc (1974).

## C
- Suzanne Collins, Hunger games, série littéraire contenant une trilogie (Hunger games, L'embrasement, La révolte, 2008-2010) et un préquel (La ballade du serpent et de l'oiseau chanteur, 2020).

## D
- Christina Dalcher, Vox 2018 (USA), 2019 (France) : Les femmes n'ont plus droit qu'à cent mots par jour.
- Alain Damasio, La Zone du Dehors, 1999Huis clos planétaire et science-fiction politique, une auto-régulation des individus par la surveillance et la notation mutuelle ; un système politique qui rappelle Nous autres, l'outil démocratique remplaçant l'outil totalitaire.
- (en) Philip K. Dick, Le Maître du Haut Château, 19621933 : à peine élu, Roosevelt est assassiné par un anarchiste. 1947 : les Etats-Unis, dernier bastion des Alliés depuis les défaites britannique et soviétique, capitulent face à l'Allemagne nazie et au Japon impérial. 1962 : l'Amérique est désormais divisée en quatre régimes fantoches.
- Cory Doctorow, Dans la dèche au royaume enchanté, 2003Un monde parfait, celui où l'énergie libre comble tous les besoins, au point de faire disparaître le concept d'argent ? À condition d'avoir du "whuffie", une sorte de réputation numérique particulièrement fluctuante.

## E
- Louise Erdrich, L'Enfant de la prochaine aurore, 2017 Dans une société en très grande mutation, les femmes enceintes sont raflées, internées, surveillées, dans l'espoir de produire des enfants viables.

## F
- John Feffer (en), Splinterlands (2016, en français : Zones de divergence, 2018)
- Jasper Fforde, La tyrannie de l'arc-en-ciel, 2009Un régime basé sur des castes de couleurs et des règles strictes, parfois fantaisistes mais jamais remises en question, comme les bonds en arrière qui interdisent l'usage de certaines technologies, ou l'interdiction de fabriquer des petites cuillères. Derrière l'humour anglais on retrouve tous les éléments d'une dystopie, où ceux qui se mettent à réfléchir risquent leur vie.

## G
- William Gibson, Neuromancien, 1984Considéré comme le roman fondateur du mouvement Cyberpunk. Un réseau central (sorte d'internet) est la cible de tous les pirates et autre passionnés du cyber-espace qui s'y connectent grâce à de puissantes connexions neurales.

## H
- Aldous Huxley, Le Meilleur des mondes [« A Brave New World »], 1932Toute valeur morale est remplacée par l'économie. La science est au service du conditionnement des hommes, le secret du bonheur dans le « soma ». Mais tout ce qui est imaginaire renvoie à l'univers de référence du lecteur (électrochocs, montée du nazisme). La contre-utopie est planétaire.
- Fabrice Hadjadj, Jeanne et les posthumains ou le sexe de l'ange, 2015
- Michel Houellebecq, Soumission, 2015
- Martine Hommel, Aster et Helios, 2022

## I
- Kazuo Ishiguro, Auprès de moi toujours, 2005

## K
- Franz Kafka , Le Procès, 1925
- Stephen King, Running Man, 1982.Dans une époque de grande paupérisation aux Etats-Unis, un candidat dont la petite fille est mourante décide de tenter le tout pour le tout afin de payer ses soins en participant à un jeu télévisé, dans lequel les candidats sont traqués à travers tout le pays.

## L
- Ira Levin, Un bonheur insoutenable, 1970Dans le monde décrit par Ira Levin, le bonheur est imposé. Chacun est porteur d'un bracelet qui permet à l'ordinateur central de gérer la vie du porteur : du choix de son métier à celui de son (sa) conjoint(e), tout est géré par une énorme machine.
- Sinclair Lewis, Cela ne peut arriver ici, 1935Roman décrivant la montée du fascisme aux États-Unis en 1936 et l'instauration d'une dictature.
- Ursula Le Guin, Les Dépossédés [« The Dispossessed »], 1975Description de deux fausses utopies, l'une libertaire l'autre capitaliste, de leurs travers et de leur rencontre. Description de l'administration centralisée du système libertaire et les pouvoirs qui s'y développent, puis du confort illusoire du système capitaliste.
- Jack London, Le Talon de fer, 1907Ce roman décrit les prémices d'une révolution socialiste aux États-Unis et la répression sanglante de cette dernière par l'oligarchie capitaliste au pouvoir.
- Jack London, La Peste écarlate, 1912

## M
- Céline Minard, Le dernier monde, 2007
- Xabi Molia, Avant de disparaître, 2011
- Tania de Montaigne, Sensibilités, 2023

## N
- Shozo Numa, Yapou, bétail humain, 1956Ce roman, écrit dans le Japon de l'après-guerre, décrit le futur Empire des 1000 Soleils, dominé par les femmes et basé sur l'idéologie du philosophe nazi Alfred Rosenberg. Dans ce monde les Japonais ont été réduits à l'état d'objets.

## O
- George Orwell, 1984 [« Nineteen Eighty Four »], 1949Ce roman décrit un monde divisé en trois blocs totalitaires. L'individu, ses activités, ses pensées, y sont intégralement soumis à une raison d'État omniprésente et motivée par un état de guerre perpétuel.

## P
- Pierre Pelot, Fœtus-Party, 1977

- Andreï Platonov, Le Chantier ou La Fouille (Котлован), 1930

## R
- Jean-Christophe Rufin, Globalia, 2004L'action se déroule dans un futur daté précisément (première partie, chapitre 3) juillet 27 de l'ère globalienne. On n'en sait pas plus, si ce n'est que l'ère globalienne est postérieure à la nôtre. Une sorte d'État mondial, Globalia, assure à ses citoyens la sécurité, la prospérité et une certaine forme de liberté à partir du moment où ils ne remettent pas en cause le système. Les zones sécurisées sont principalement situées dans l'hémisphère nord, tandis que les non-zones, surtout dans l'hémisphère sud, sont réputées inhabitées et servent de refuge à des populations que le pouvoir central qualifie de « terroristes ». Baïkal, un jeune globalien, cherche à fuir cette société qui lui pèse.
- Ayn Rand, La Grève, 1957 En l'absence de ceux qui soutiennent le monde (tel le légendaire titan grec Atlas), la société s'écroule
- Veronica Roth, Divergente, premier tome d'une trilogie du même nom, 2011

## S
- Samantha Shannon, Saison d'os [« The Bone Season »], 2013
- José Saramago, L'Aveuglement, 1995
- Will Self, Le Livre de Dave, 2006
- Robert Silverberg, Les Monades urbaines, 1971Une utopie principalement axée sur la procréation obligatoire et la libération sexuelle la plus complète à rapprocher de celle de Huxley.
- (ru) Vladimir Sorokine, Le Lard bleu, 1999
- (ru) Anna Starobinets, Le Vivant, 2011

## T
- Walter Tevis, L'Oiseau d'Amérique, 1980Une société future où les robots pourvoient au bonheur de l'Homme en lui fournissant tout ce dont il a besoin : nourriture, confort, sexe et drogues et en gérant toutes les facettes de l'humanité jusqu'au contrôle des naissances.
- Tatiana Tolstoï, Le Slynx, 2000
- Trevanian, Shibumi, 1979

## V
- Jack Vance, Les Langages de Pao [« The Languages of Pao »], 1958Ce roman décrit la création volontaire et construite de langages, pensés spécifiquement pour créer des castes parmi un peuple neutre et homogène. Le thème du modelage des comportements via un changement de langue prolonge le concept de Novlangue de 1984.
- Jack Vance, La vie éternelle [« To Live Forever »], 1956Une société où l'utilisation de traitement anti-age dans une ville aux ressources finies oblige le recours a une machine évaluant la durée de vie mérité de chaque individue et où toute personne dépassant sa durée de vie officielle est éliminée par des agents du gouvernement. Une petite minorité vit une retraite éternelle, même par-delà la mort, pour récompenser leur travail.

## W
- H. G. Wells, La machine à explorer le temps [« The Time Machine »], 1895
- H. G. Wells, Quand le dormeur s'éveillera [« When the Sleeper wakes »], 1899
- Bernard Wolfe, Limbo [« Limbo »], 1952

## Z
- Juli Zeh,  Corpus delicti : un procès (2009), totalitarisme hygiéniste, avec contrôle numérique des performances des individus
- Evgueni Zamiatine, Nous autres, 1920Ce roman décrit une société égalitaire et totalement centralisée où l'État gère et planifie les moindres aspects de la vie des citoyens. Ceux-ci vivent dans des maisons de verre ne leur permettant d'échapper à aucun moment au regard des autres. Ce texte, qui est probablement la première véritable contre-utopie, a été composé en 1920 en Union soviétique et a très largement inspiré 1984 de George Orwell.